# あさり57
あさり57とは、2012年2月1日～2012年12月26日まで高架57にて行なわれていたイベント。
「すべてはあなたの笑顔のために」をコンセプトに始まった音楽系エンターテイメントイベント。
2013年以降は、以下3人を中心としたユニットの名称である。
音楽、芝居、トーク、映像、回を追うごとに変化し、見るたびにその様相を変える。

製作の活動としては、2012年9月12日発売のサーターアンダギー (ユニット)のアルバム『サーターアンダギー2 ゆいまーる』の収録曲『サーター数え歌』の編曲を手がける。

## 出演者
TOZY
あさり57の発案者。あさり57では、シンガーソングライターの他、プロデューサー、映像製作等の作業を担う。
嶋洋平(YOWHEY)
あさり57では主にギターを担当。音響などの裏方も担っている。おじぎの美しさには定評がある。
堤裕子
あさり57では自身のコーナー『Asari Butterfly』で一人芝居を披露するなど、あさり57の紅一点、看板女優である。